# Лашино (Ленинградская область)
Лашино — деревня в Будогощском городском поселении Киришского района Ленинградской области.

## История
Деревня Лашино обозначена на специальной карте западной части России Ф. Ф. Шуберта 1844 года.

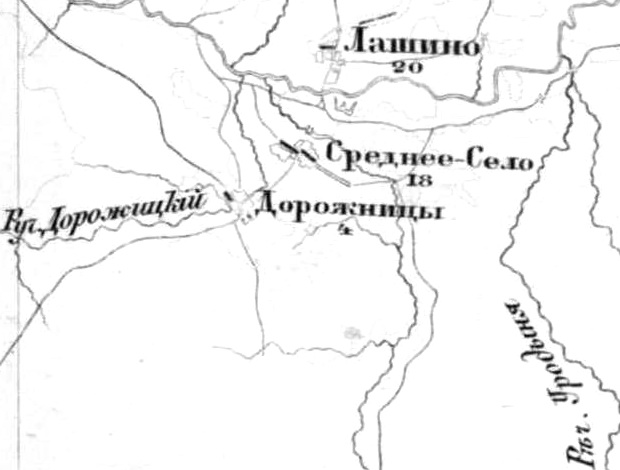
Деревня Лашино 1872 года

Согласно карте Ф. Ф. Шуберта 1872 года деревня Лашино насчитывала 20 крестьянских дворов.

ЛАШИНО (ЛОШЕНО) — деревня с усадьбой Лошенского общества, прихода погоста Петровско-Пчёвжинского.
 
Крестьянских дворов — 35. Строений — 80, в том числе жилых — 39. 

Число жителей по семейным спискам 1879 г.: 75 м. п., 79 ж. п.; по приходским сведениям 1879 г.: 74 м. п., 86 ж. п.

И при ней усадьба: строений — 8, в том числе жилых — 2, мелочная лавка, по приходским сведениям 1879 г.: 2 м. п., 2 ж. п.

В конце XIX века деревня административно относилась к Недашецкой волости 1-го стана, в начале XX века — Недашецкой волости 2-го стана 2-го земского участка Тихвинского уезда Новгородской губернии.

ЛАШИНО — деревня Лашинского сельского общества, дворов — 50, жилых домов — 73, число жителей: 152 м. п., 157 ж. п. 

Занятия жителей — земледелие, лесные заработки. Река Пчёвжа. Часовня, земская конная станция, мелочная лавка, смежна с усадьбой Лашино.

ЛАШИНО — усадьба А. А. Мордвинова, дворов — 3, жилых домов — 2, число жителей: 4 м. п., 5 ж. п. 

Занятия жителей — государственные служащие. Земский тракт. Река Пчёвжа. Земская конная станция. (1910 год)

Согласно карте Петроградской и Новгородской губерний 1915 года деревня Лашино насчитывала 20 дворов.
С 1917 по 1918 год деревня Лашино входила в состав Недашецкой волости Тихвинского уезда Новгородской губернии.
С 1918 года в составе Череповецкой губернии.
С 1927 года в составе Лашинского сельсовета Будогощенского района.
В 1928 году население деревни Лашино составляло 346 человек.
С 1932 года в составе Киришского района.

Деревня Лашино на карте 1932 года

Согласно карте Ленинградской области Северо-западного аэрогеодезического треста ГГУ издания 1932 года деревня насчитывала 24 крестьянских двора. В деревне находилось почтовое отделение.
По данным 1933 года деревня Лашино являлась административным центром Лашинского сельсовета Киришского района, в который входили 8 населённых пунктов: деревни Дорожицы, Зимник, Лашино, Ольховка, Половинник, Среднее Село, Яшкино и выселок Половинник, общей численностью населения 1320 человек.
По данным 1936 года в состав Лашинского сельсовета входили 9 населённых пунктов, 205 хозяйств и 5 колхозов.
Согласно переписи населения СССР 1939 года в деревне Лашино проживали 60 мужчин и 79 женщин, всего 139 человек.
С 1954 года в составе Званковского сельсовета.
С 1963 года в составе Волховского района.
С 1965 года вновь в составе Киришского района. В 1965 году население деревни Лашино составляло 109 человек.
По данным 1966 года деревня Лашино также входила в состав Званковского сельсовета.
По данным 1973 и 1990 годов деревня Лашино входила в состав Будогощского сельсовета.
В 1997 году в деревне Лашино Будогощской волости проживали 42 человека, в 2002 году — 43 (все русские).
В 2007 году в деревне Лашино Будогощского ГП проживал 31 человек, в 2010 году — 28.

## География
Деревня расположена в юго-восточной части района на автодороге 41К-547 (Будогощь — Половинник).
Расстояние до административного центра поселения — 17 км.
Расстояние до железнодорожной платформы Горятино — 8 км.
К западу от деревни протекает ручей Снигель, к югу — река Пчёвжа.

## Демография
| 1879 | 1910 | 1928 | 1965 | 1997 | 2002 | 2007 |
| ---- | ---- | ---- | ---- | ---- | ---- | ---- |
| 154  | ↗318 | ↗346 | ↘109 | ↘42  | ↗43  | ↘31  |
| 2010 | 2017 |      |      |      |      |      |
| ↘28  | ↘15  |      |      |      |      |      |

### Национальный состав
Согласно данным Всероссийской переписи населения 2021 года в деревне проживали 9 человек, все русские.

## Улицы
Дорожная, усадьба Лашино, Малый переулок, Озёрный переулок, переулок Ольховка, Парковый переулок, Полевая, Центральная.